# Artur Alvim (São Paulo)
Artur Alvim est un district de la municipalité brésilienne de São Paulo, situé dans la zone est de la municipalité, avec 6,6 km² de surface. Dans celui-ci se trouve un ensemble de logements formé de bâtiments et de résidences de faible hauteur, appelé Cohab I.
Le district est desservi par la ligne 3 - Rouge du métro de São Paulo pour la station Artur Alvim. Dans le passé, elle était également desservie par la ligne 11 - Corail de la Companhia Paulista de Trens Metropolitanos par la gare d'Engenheiro Artur Alvim, dont les quais désactivés le 27 mai 2000, avec l'inauguration de l'Express Est, peuvent encore être observés aujourd'hui.
Quartiers d'Artur Alvim : Jardim Marina ; Vila Nhocuné ; Jardim Cardoso ; Jardim São José ; Parque Bela Vista ; Vila Santa Tereza ; Conjunto Habitacional Pe. José de Anchieta ; Conjunto Habitacional Pe. Manoel da Nobrega ; Parque Artur Alvim ; Cidade A.E. Carvalho (partie) ; Parque Paineiras ; Conj. Hab. Jardim Marcial ; Jardim Nordeste ; Jardim Artur Alvim ; Jardim Olímpia ; Jardim Coimbra ; Jardim Brasil ; Vila Campanela ; Jardim São Nicolau.

## Histoire
Une bonne partie du district appartenait à l'ancien sítio Nhocuné, une ferme qui réunissait ce qui est aujourd'hui Vila Nhocuné, Cidade Patriarca, Vila Guilhermina et une partie des quartiers adjacents. Jusqu'en 1903, il appartenait à M. Luiz de Oliveira Lins de Vasconcelos.
Le nom du quartier est un hommage à l'ingénieur Artur Alvim, descendant d'une importante famille de São Paulo, qui a participé à la construction de la branche de São Paulo de l'Estrada de Ferro Central do Brasil, qui traverse le quartier, et a contribué à la construction de la première école municipale de la région. Cette école, aujourd'hui détruite, porte également son nom. Artur Alvim est devenu chef de la Section d'ingénierie de l'administration d'Herculano Velloso Ferreira Pena.
La région, qui jusque-là était un groupe de chácaras connu sous le nom de Santa Teresa, s'est développée à partir du village qui a émergé autour de la gare conçue par Alvim.

## Districts limitrophes
- Ponte Rasa (Nord);
- Itaquera (Est);
- Cidade Líder (Sud);
- Penha (Nord-ouest);
- Vila Matilde (Ouest).